# رولف بريمر
رولف بريمر هو سياسي ألماني، ولد في 4 يوليو 1926 في لوبيك في ألمانيا، وتوفي في 5 مايو 1991 في إلمسهورن في ألمانيا. نشط حزبياً في الاتحاد الديمقراطي المسيحي. وقد انتخب عضو في البوندستاغ الألماني خلال فترته النيابية ‏ (19 أكتوبر 1965 – 19 أكتوبر 1969).